# ماريون بوست ولكوت
ماريون بوست ولكوت (بالإنجليزية: Marion Post Wolcott)‏ (7 يونيو 1910 - 24 نوفمبر 1990)، هي مصورة أمريكية بارزة، عملت في إدارة أمن المزارع خلال قترة الكساد الكبير حيث وثقت الفقر والحرمان.
ولدت ماريون بوست في نيوجيرسي في 7 يونيو 1910. انفصل والداها وتم إرسالها إلى مدرسة داخلية، كانت تقضي وقتًا في المنزل مع والدتها في قرية غرينتش عندما لا تكون عندها المدرسة. هنا التقت بالعديد من الفنانين والموسيقيين وأصبحت مهتمة بالرقص . درست في المدرسة الجديدة. تدربت على وظيفة كمُدرسة، وذهبت للعمل في بلدة صغيرة في ولاية ماساتشوستس هناك رأت حقيقة الكساد ومشاكل الفقراء، وعندما أغلقت المدرسة ذهبت إلى أوروبا للدراسة مع أختها هيلين. كانت هيلين تدرس عند المصور الفني المشهور ترود فليشمان، عرضت ماريون بوست على فليشمان بعض صورها وقيل لها أن تلتزم بالتصوير. أثناء وجودها في فيينا رأت بعض الهجمات النازية على السكان اليهود وأصيبت بالرعب. سرعان ما اضطرت هي وأختها إلى العودة إلى أمريكا من أجل الأمان. عادت إلى التدريس لكنها واصلت تصويرها أيضًا وانخرطت في الحركة المناهضة للفاشية. في دوري صور نيويورك التقت رالف شتاينر و بول ستراند الذي شجعها. عندما اكتشفت أن نشرة فيلادلفيا المسائية استمرت في إرسالها للقيام «بقصص السيدات»، أخذ رالف شتاينر ملفها لعرض روي سترايكر، رئيس إدارة أمن المزارع، وكتب بول ستراند خطاب توصية. أعجبت سترايكر بعملها وظفها على الفور.

## معرض صور

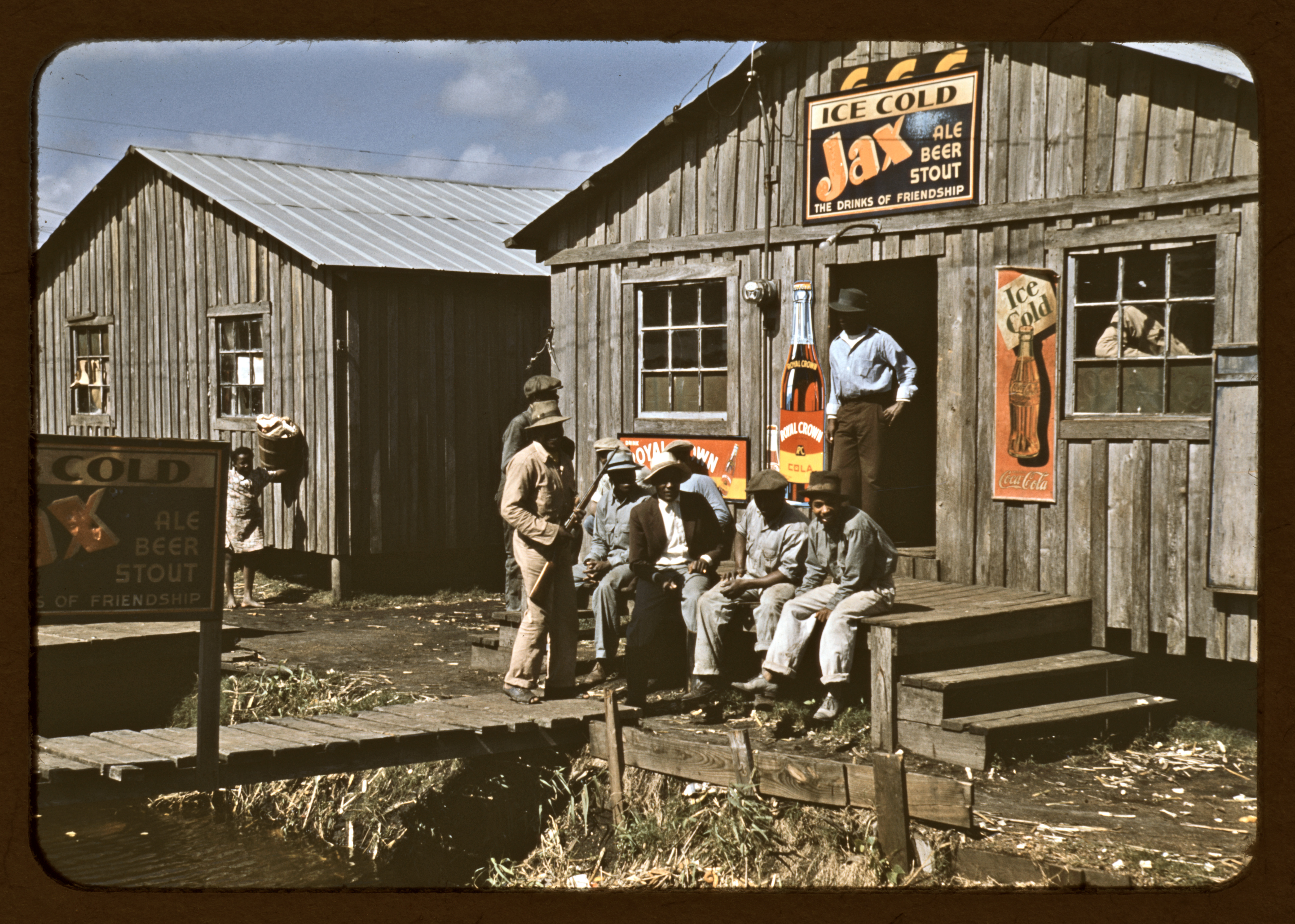
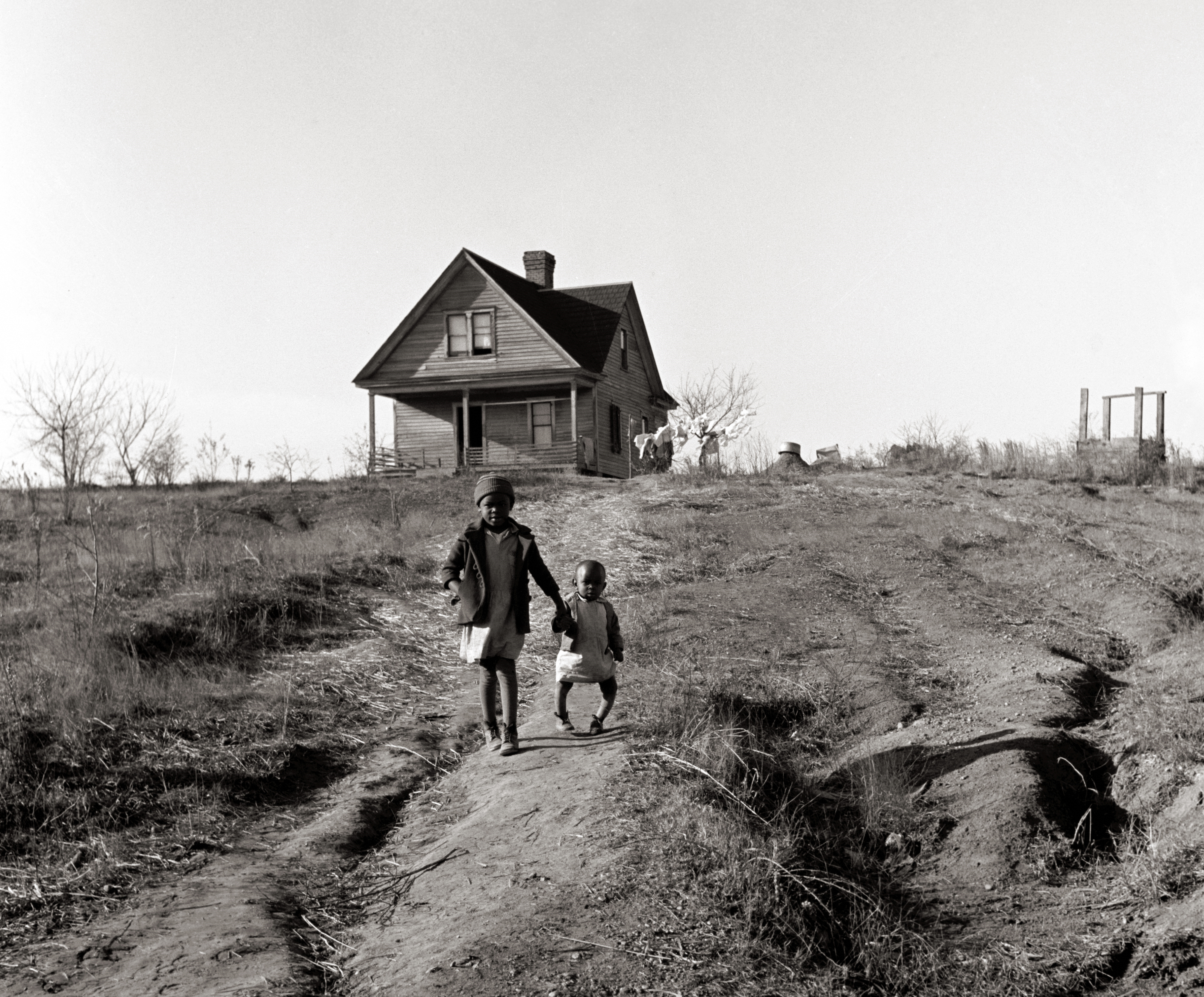
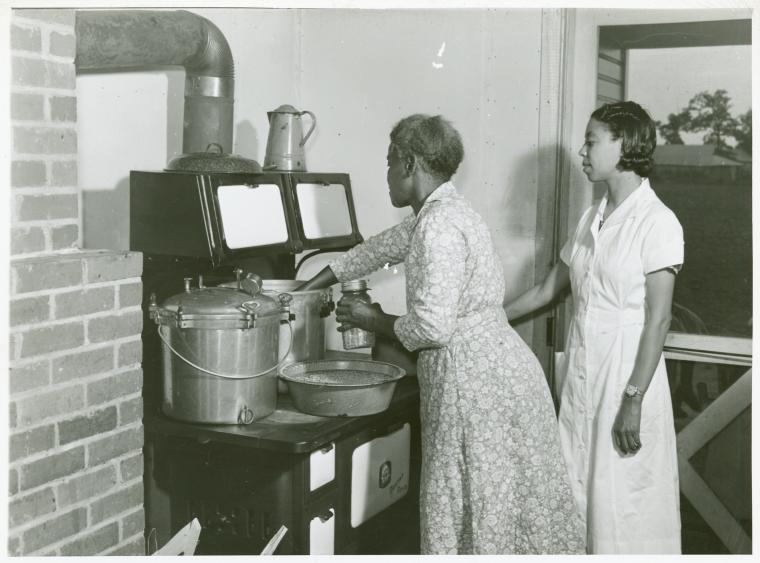
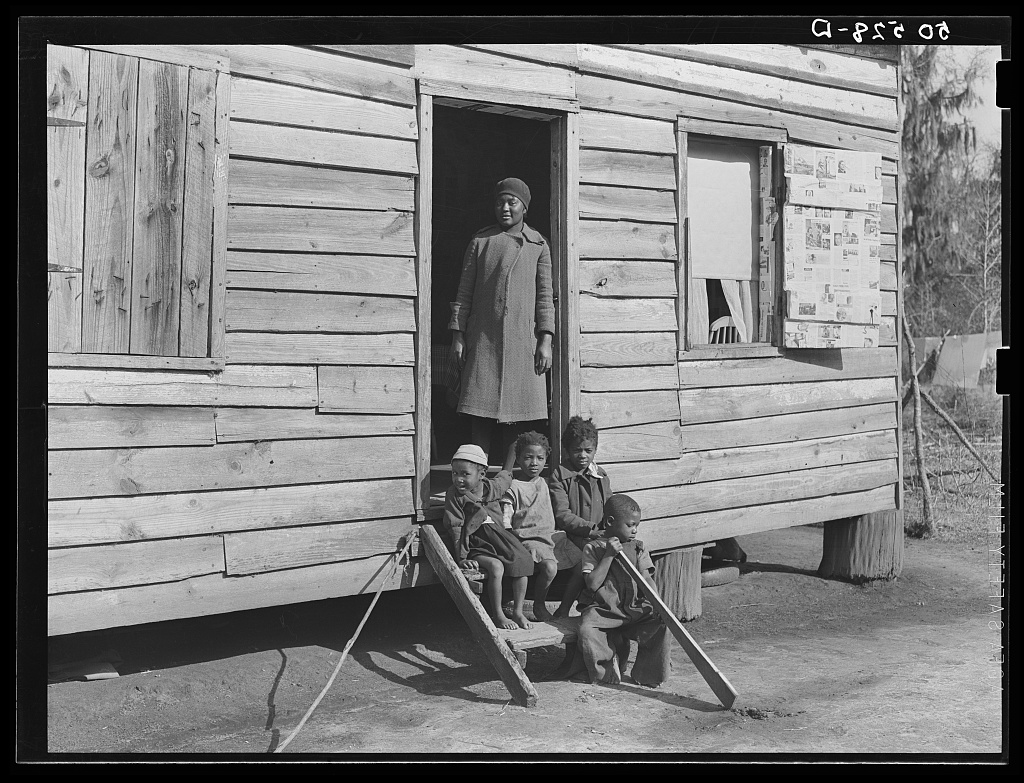